# ابن البرغوث
محمد بن عمر بن محمد المعروف بابن برغوث، والمكنى بأبي عبد الله من تلاميذ أبي القاسم بن الصفار، وهو أكبر تلاميذه وأولهم ذكرًا فيهم، وكان له إشراف على سائر العلوم. وعنه تلقى ابن حي علم العدد والهندسة، ومن تلاميذه أيضًا محمد بن أحمد بن محمد بن الليث، ذكره ابن الأبار في التكملة عن صاعد، وقال توفي سنة 444، اشتهر بالرياضيات والفلك والهيئة، هو أول من قام بحل مسائل معادلة للدرجة الخامسة.

## حياته
محمد بن عمر بن محمد، المعروف بابن برغوث، من علماء الأندلس في الرياضيات والهيئة، في القرن الخامس الهجري، توفي سنة 444 هـ. ذكره ابن صاعد الأندلسي وقال أنه كان (متحققاً بالعلوم الرياضية، مختصاً منها بإيثار علم الأفلاك، وحركات الكواكب وأرصادها). وكان يشتغل بالأرصاد مع عدد من أصدقائه وزملائه، منهم ابن الليث، وابن الجلاب، وابن حي.